# 岩倉駅 (京都府)
岩倉駅（いわくらえき）は、京都府京都市左京区にある叡山電鉄鞍馬線の駅である。駅ナンバリングはE10。

## 歴史
第二次世界大戦後の1958年から32年間にわたって複線区間の末端であったため、当駅折り返しの列車が多く設定されていたが、平成になり二軒茶屋駅まで複線区間が延伸されてからは折り返し列車の設定はない。

### 年表
- 1928年（昭和3年）12月1日：鞍馬電気鉄道の駅として開業する[2]。
- 1942年（昭和17年）8月1日：会社合併により京福電気鉄道鞍馬線の駅となる[2]。
- 1944年（昭和19年）11月10日：戦争に伴う資材供出のため、当駅を含む山端（現在の宝ケ池） - 二軒茶屋駅間が単線となる[2]。
- 1958年（昭和33年）4月9日：宝ケ池 - 当駅間が再び複線となる[2]。
- 1986年（昭和61年）4月1日：京福電気鉄道が鞍馬線を叡山電鉄に譲渡、叡山電鉄鞍馬線の駅となる[2]。
- 1990年（平成2年）9月28日：当駅 - 二軒茶屋駅間が再び複線となる[2]。
- 2006年（平成18年）4月1日：隣接地に京都市岩倉地域包括支援センターが開設される。これに伴い、開設までにバリアフリーに対応した改築を行う。

## 駅構造

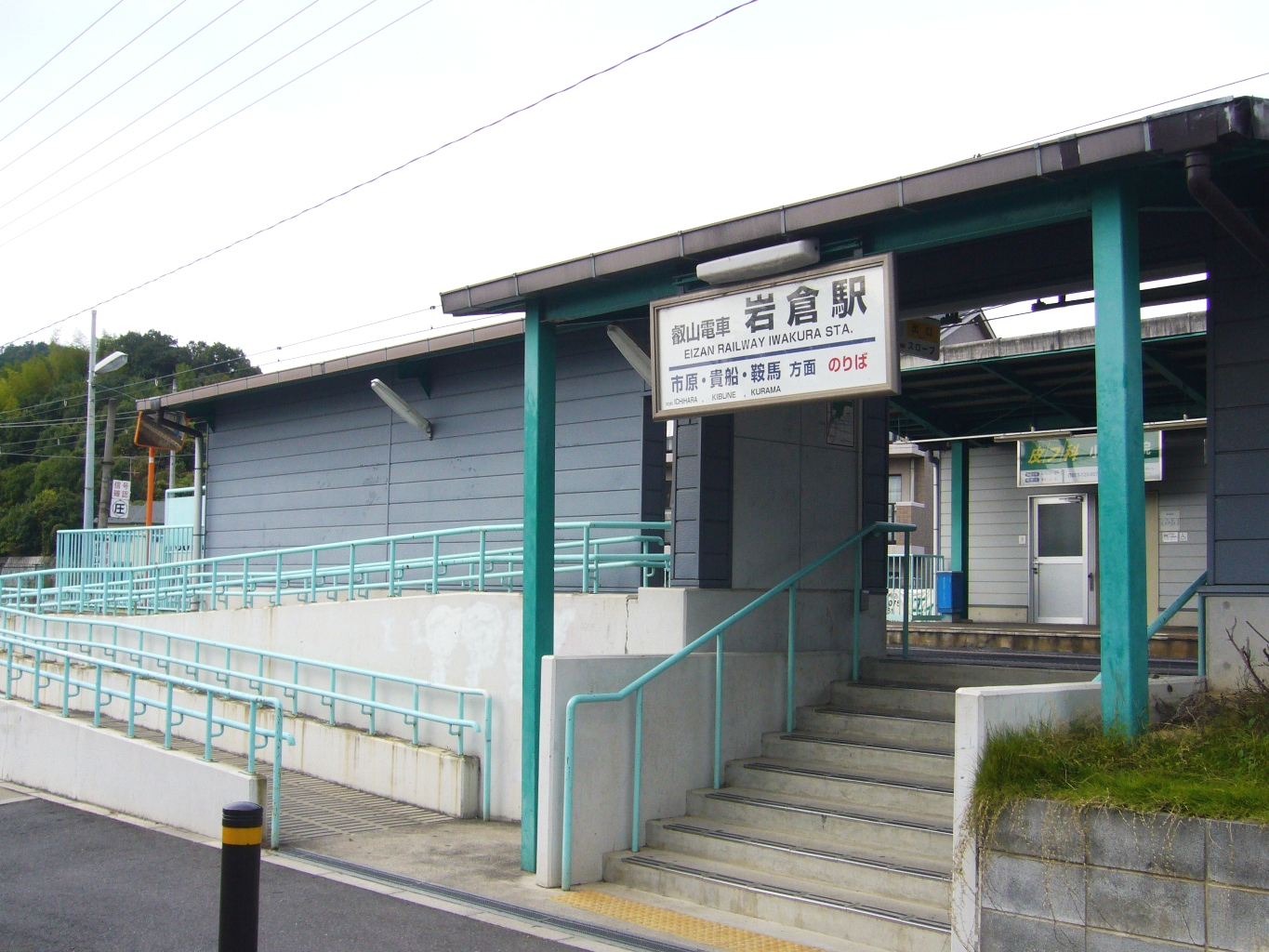
鞍馬方面行ホームの出入口（2007年10月）

相対式ホーム2面2線を持つ無人駅である。それぞれのホームに出入口があり、スロープも備えている。ホームのほぼ全体を上屋が覆っているほか、出町柳駅行きホームにはトイレが設置されている。無人駅であるが、平日の朝のみ定期券の予約受付を行うため駅員が配置される。
両ホームは駅の出町柳駅側、京都府道106号線沿いにある踏切で連絡する。なお、以前は他の駅と同様に踏切から階段で出入りする構造であったが、2006年の隣接地への京都市岩倉地域包括支援センター開設に伴うバリアフリー化のために現在の構造に改築された。

### のりば
| 番線 | 路線    | 方向 | 行先               |
| ---- | ------- | ---- | ------------------ |
| 南側 | ■鞍馬線 | 下り | 貴船口・鞍馬方面   |
| 北側 | ■鞍馬線 | 上り | 宝ケ池・出町柳方面 |

※案内上ののりば番号は割り当てられていない。

## 駅周辺

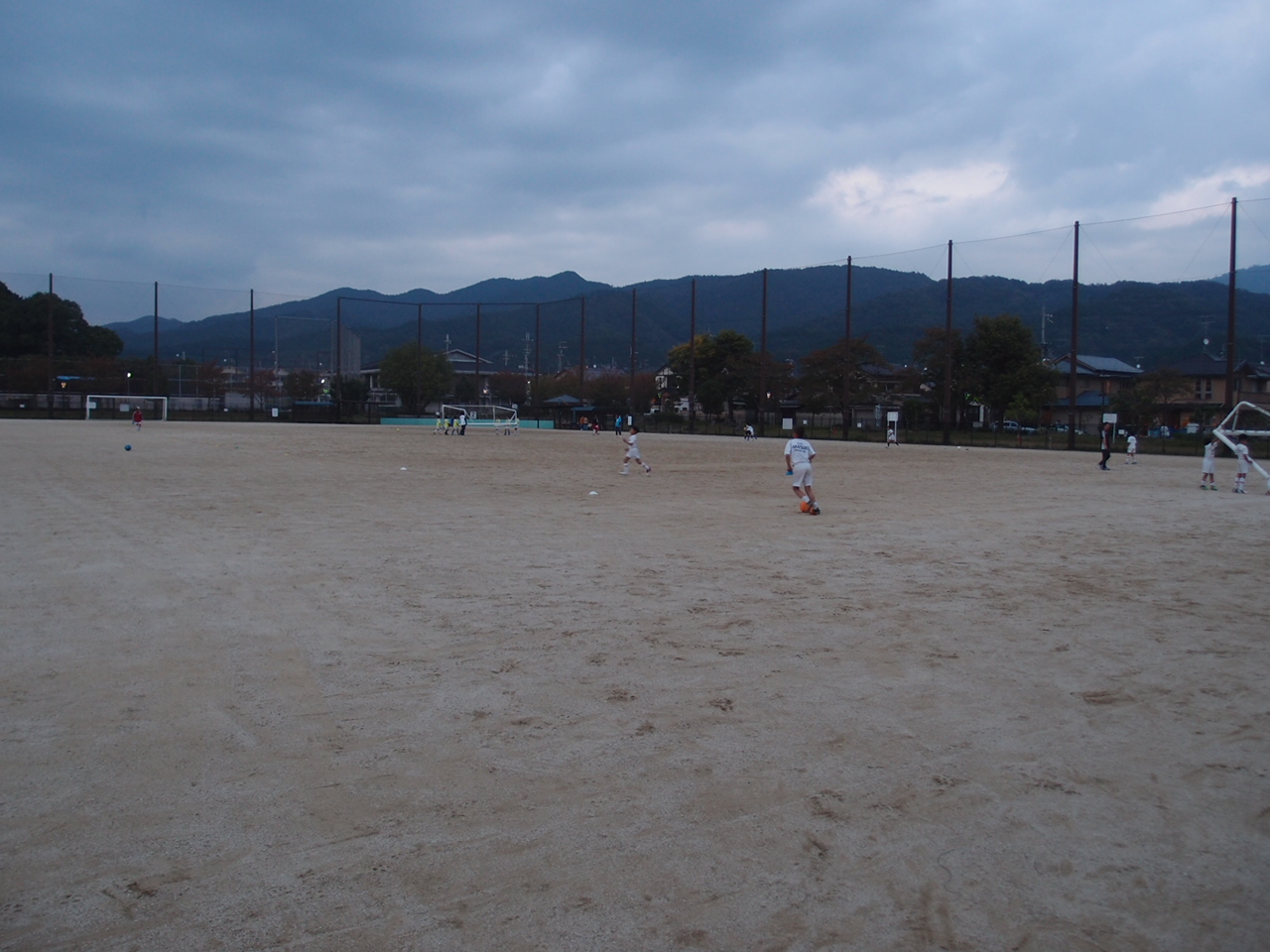
岩倉東公園グラウンド（2012年10月）

周辺は住宅街である。岩倉地区は市街化調整区域で高層マンションなどの大規模開発は出来ないため、一戸建て住宅と低層集合住宅が中心となっている。駅が面する京都府道106号線は当駅のすぐ隣で踏切にて鞍馬線と交差しているが、幅が5.5メートルでボトルネックになり、洛北中学校の学生の通行も多かったことから2015年（平成27年）3月に拡幅され、幅5.4メートルの車道の両脇に2メートルずつの歩道を付ける形となった。また、京都市営地下鉄烏丸線の国際会館駅へはNAVITIMEによると1キロメートル弱の距離である。
- 京都市岩倉地域包括支援センター
- 岩倉図書館
- 岩倉東公園グラウンド
- 京都市立洛北中学校
- 京都市立明徳小学校
- 同志社小学校
- 京都岩倉郵便局
- 京都府道105号岩倉山端線 - 駅から少し離れた北側を通る京都府道。
- 京都府道106号神山岩倉停車場線 - 駅東側を通る京都府道。
- 岩倉川

以下は北西に1.5キロメートルほど離れている。
- 実相院
- 岩倉具視幽棲旧宅
- 大雲寺
- 石座神社

## バス路線
京都バスにより路線バスが運行されている。なお、最寄りの停留所は駅から北へ300メートルほどの位置にある「岩倉駅前」である。
- 南行1のりば

全ての路線が、長谷別れを経由する。
- 26系統：国際会館駅 行き
- 41系統：花園橋・高野橋東詰・出町柳駅・府立医大病院経由、四条河原町 行き
- 45系統：国際会館駅・深泥池・洛北高校前・北大路駅・烏丸通経由、京都駅 行き
- 46系統：国際会館駅・深泥池・洛北高校前経由、北大路駅 行き

- 北行2のりば
  - 26・41・43・46系統：岩倉村松 行き

- 東行3のりば

全ての路線が、長谷別れを経由する。
- 21系統：花園橋・高野橋東詰・出町柳駅・府立医大病院経由、四条河原町 行き
- 24系統：国際会館駅行
- 29系統：長谷八幡宮経由、岩倉村松 行き

- 西行4のりば
  - 21・23・24系統：岩倉実相院 行き
  - 29系統：岩倉下在地町経由、国際会館駅 行き

## 隣の駅
叡山電鉄
■鞍馬線
八幡前駅 (E09) - 岩倉駅 (E10) - 木野駅 (E11)
- 括弧内は駅番号を示す。